# تشارلز جوناس
تشارلز جوناس (بالإنجليزية: Charles Jonas) هو صحفي ولغوي ومُحرِّر وسياسي أمريكي، ولد في 1840 في التشيك، وتوفي في 1896 في كريفلد في ألمانيا. حزبياً، نشط في الحزب الديمقراطي. وقد انتخب عضو جمعية ولاية ويسكونسن وانتخب عضو مجلس ولاية ويسكونسن.